# Uvac
Az Uvac (szerbül: Увац) folyó Szerbia és Bosznia-Hercegovina területén, a Lim jobb oldali mellékfolyója.
A folyó a Jadovik hegyen ered Sjenicától 10 km-re nyugatra, és Boszniában Uvac helységnél ömlik a Limbe. Hossza 119 km. 
Két vízerőmű is üzemel a folyón.